# Merișor, Covasna
Merișor (maghiară Almás) este un sat în comuna Sita Buzăului din județul Covasna, Transilvania, România. Se află în partea de sud a județului, în Depresiunea Întorsura Buzăului. Localitatea a înregistrat 0 locuitori la recensământul din 2002. În 1966, localitatea avea 140 de locuitori.